# ディーン・ドレイコ
Dean Drako（ディーン・ドラコ）は、アメリカのビジネスマンと起業家である。彼は、2003年から2012年7月までのBarracuda Networks (NYSE Ticker CUDA) の共同創設者、社長兼最高経営責任者（CEO）として最もよく知られている。彼はまた活動的なエンジェル投資家でもある。
彼は理学学士をミシガン大学の電気技術科で取得し、科学修士を同科のカリフォルニア大学バークレー校で取得した。2013年現在、ネットワークセキュリティー、ネットワークプロトコル、デジタル回路、ソフトウェア、生化学的プロセス、そしてスポーツ用品を含めた27の特許を取得している。

## キャリア史
1982年、彼の最初の会社を設立し、T-netと呼ばれるモデムを通してメッセージを共有するのに使う公報掲示板システムを販売していた。彼はここで得た利益を大学教育に使用した。
1992年、デザインアクセラレーション株式会社を設立し、CEOとして働いた。ドラコも創設者兼CEOだったBoldfishとVelosel を1999年にCadence Design Systems社に売却。Boldfishは2003年にSiebelSystemsによって買収された。2003年、現在でも社長兼CEOを続けているIC Manageを設立した。

### Barracuda Networks
2003年、バラクーダネットワークス(Barracuda Networks)を設立し、電子メールスパムやウィルスアプライアンス製品ラインを導入した。その他、在任中のBarracuda製品ラインとしてウェブフィルター、ロードバランサ、Eメールアーカイブ、そしてデジタルPBXsが導入された。
Barracuda Networksで6つの買収を実行した。2007年にはアプリケーション制御会社NetContinuum、2008年にはクラウド基盤のバックアップサービス会社BitLeapとSSLである3SP、SSLおよびVPNの会社。2009年にはアプリケーションの増分バックアップに対応し、phion AGで株をコントロールする、オーストリアを本拠地に置く公共企業ファイアーウォール会社Yosemite Technologiesと、software as a service (SaaS)でクラウド基盤のウェブフィルターを扱う管理会社Purewire Incを買収した。
Valgrind, ApacheとFree Software Foundationを含むBarracudaを経営している間に16もの異なるオープンソースプロジェクトをに貢献した。
2011年にBarracuda Networks社はGlassdoorで2位の評価を受け、ドラコの支持率は88%であった。ドラコは2012年7月にバラクーダネットワークスから辞任し、イーグルアイネットワークス社を立ち上げた。ただし、バラクーダの取締役会には2014年まで在籍した。辞任の際にはBarracuda Networksの収益性は高く、年間売上は数億ドルに達しており、設立当初以来30%近くの成長を成し遂げ、顧客も15万人を上回っていた。
2014年1月現在、フォーブスはバラクーダ株式、ドラコの株式が340百万ドルの価値があると推定している。

### IC Manage
2003年、ドラコは、設計およびIP管理、ビッグデータ解析、高性能コンピューティングスケールアウトI/O &クラウドバースティングソフトウェアを提供するIC Manage社の共同設立者となった。彼は社長兼CEOを務めている。

### Eagle Eye Networks
2012年7月、クラウドサービスを基盤としたビデオ管理会社Eagle Eye Networksを設立し、社長兼CEOを務めた。
2014年1月、Eagle Eye Networksを公式に導入し、クラウド管理ビデオ監視システムを発表した。Eagle Eyeの目標は「Dropboxがファイル共有を革新したのと同じように、ビデオ監視の分野において動画へのアクセスや利便性を向上させること」である。
ドラコには、クラウド専用に設計されたアプリケーションとクラウドに置かれたバーチャルサーバーで実行するレガシー設計アプリケーションとの差異を強調することにより、物理的セキュリティ産業での「真のクラウド化」コンセプトを確立した功績がある。

### Brivo
2015年6月、クラウドベースの物理的アクセス管理システムのプロバイダであるBrivo社をドラコ個人が5千万ドルで買収した。Brivoはクラウドベース物理的アクセス管理システムのほかにEagle Eye Networksのクラウド管理ビデオ監視システムも販売しているが、両社は別々の組織である。

### Drako Motors
ドラコは、電気スポーツ車ソフトウェアプラットフォームのプロバイダ、Drako Motorsの共同設立者兼CEOでもある。Drako Motorsは、四輪を独立制御する単一VCU (車両制御装置)のオペレーティングシステムであるDrako DriveOSを最初の製品として2015年8月に発表した。

### LivingTree
2016年12月、K-12教育の家庭関与プラットフォームを提供するLivingTreeを買収。この買収は「数百万ドル規模の投資」と表現された。LivingTreeは教育者と保護者が利用できるセキュアな多言語コミュニティプラットフォームを展開し、Every Student Succeeds Act (全ての生徒が成功する法)に定められた指針に対応している。

### Swift Sensors
2015年5月、クラウド基盤のワイヤレスセンサー会社となるSwift Sensorsを設立。2016年12月にはSwift Sensorsを正式に開業し、独自のクラウドワイヤレスセンサーシステムを発表した。Swift Sensorsの目標は、プログラミング能力や技術的知識がなくても利用できる統合ソリューションを提供することによってIoTのセンサー関連アプリケーションにまつわる問題やコストを排除することである。ドレイコは取締役会長(Executive Chairman)を務める。

## 受賞と認定
1984年、太陽エネルギーの研究でウェスティングハウス・サイエンス・タレント・サーチのファイナリストになった。
2007年、Ernst & Youngによる北カリフォルニア年間最優秀実業家としてネットワークとコミュニケーションの部門でその名が記された。
2011年、CEO在任中、Barracuda NetworkはBusiness Insiderによる2011年最優秀共同技術会社として2位に選ばれた。
2012年、Electronic Design Automation Consortium (EDAC)の会議で理事に選出された。
2012年以降、ミシガン大学顧問団として務めている。
2014年、カリフォルニア大学バークレー校工学ウィークの基調講演者として選ばれた。
2014年、ゴールドマン・サックスの100 Most Intriguing Entrepreneurs of 2014 (2014年の注目すべき起業家100人)に選出された。
2016年、ミシガン大学工学部の卒業講演者となった。